# 川又ゆうみ
川又 ゆうみ（かわまた ゆうみ、女性、1989年7月23日 - ）は、日本のセパタクロー選手。全日本代表。ポジションはアタッカー。上智大学神学部2015年卒業。
北海道出身。小学生の頃はクラシックバレエとピアノに打ち込む。通っていた札幌聖心女子学院中学校がタイ王国と交流があり、3年次にセパタクローと出会った。オーバーヘッドシュートの華麗さに魅せられた川又は、札幌市内のクラブチームに通い始める。札幌聖心女子学院高校に進学後は2年次に全国大会初出場。
上智短大に合格し上京すると、上智大学を卒業するまでの6年間、日本体育大学セパタクロー同好会に所属。大学1年で全日本選手権3位、2年のときは準優勝。バレエで培った柔軟性を武器に2010年に日本代表入りした。